# Varga Dániel
Varga Dániel (Budapest, 1983. szeptember 25. –) magyar olimpiai és világbajnok vízilabdázó, edző. Öccse a szintén válogatott vízilabdázó Varga Dénes.

## Játékos-pályafutása
Az UTE-ban kezdett vízilabdázni. 1999-ben bronzérmes lett az ifi Európa-bajnokságon. 2000-ben megnyerte a legjobb magyar ifjúsági játékosnak járó Szalay Iván-díjat. 2001-ben a Vasasba igazolt. 2002-ben KEK-győztes lett. 2004-ben több csonttörése is volt, így kimaradt az olimpiai csapatból. 2005-ben, a világbajnokságon lett világeseményen első alkalommal tagja a válogatottnak. 2005-ben a vb-n és a Világligában, 2006-ban a Világkupában és az Európa-bajnokságon, 2007-ben újra a vb-n és Világligában is ezüstérmes volt. 2007-ben, a magyar bajnokságban a sorozatban megnyert 5 ezüstérem után magyar bajnok lett. Az év végén a legjobb magyar vízilabdázónak választották. 2008-ban az Európa-bajnokságon harmadik, az olimpián első volt, csapatával ismét megnyerte a magyar bajnokságot. 2009-ben ötödik volt a világbajnokságon, csapatával sorozatban harmadszor magyar bajnok. A következő évben negyedik lett az Eb-n és újra bajnok a Vasassal. 2010-től a Primorje Rijeka játékosa lett. 2011-ben negyedik volt a vb-n. A Rijekával második lett a horvát bajnokságban. 2012-ben harmadik lett az Európa-bajnokságon, ötödik az olimpián, ezüstérmes a horvát bajnokságban. A Bajnokok Ligájában második lett klubjával. 2013-ban világbajnok lett Barcelonában és ismét a dobogó második fokára állhatott csapatával a horvát bajnokságban, valamint második alkalommal választották az év magyar vízilabdázójának.
2014-től a Szolnok játékosa lett. Két bajnoki címet nyert, valamint 2016-ban a bajnokok ligájában bronzérmet szerzett. 2016-ban a Ferencvároshoz igazolt. Csapatával 2017-ben megnyerte az Európa-kupát. A 2017/18-as idényben a Fradival megnyerte a magyar bajnokságot, illetve megismételte előző évi sikerét az Európa-kupában és megvédte címét. 2018 júniusában vonult vissza az aktív játéktól.

## Edzőként
Játékos-pályafutása befejezését követően maradt korábbi klubjánál. A 2018/19-es szezontól kezdve a Ferencváros U19-es csapatának edzője volt két éven keresztül. 2020 tavaszán hozták nyilvánosságra, hogy a következő szezontól az újraformálódó, csak magyar játékosokkal felálló Orvosegyetem SC vezetőedzője lett.

## Eredményei
- Olimpiai bajnok (2008)
- Világbajnok (2013)
- Világbajnoki ezüstérmes (2005, 2007)
- Kétszeres Európa-bajnoki ezüstérmes (2006), (2014)
- Világliga ezüstérmes (2006, 2007, 2013)
- KEK-győztes (2002)
- Kétszeres Euroliga-győztes (2017, 2018)
- Euroliga bronzérmes (2008)
- Magyar Bajnok (2007, 2008, 2018)
- Magyar Kupa-győztes (2002, 2004, 2005, 2009)
- Szuperkupa-győztes (2001, 2006)
- Magyar bajnoki ezüstérmes (2002, 2003, 2004, 2005, 2006)
- ifi Európa-bajnok (2001)
- ifi Európa-bajnoki bronzérmes (1999)
- Junior Világbajnoki ezüstérmes (2003)
- Junior Világbajnoki bronzérmes (2001)
- Junior Európa-bajnoki ezüstérmes (2002)

## Családja
Nős, felesége Varga-Dobár Éva. Idősebb fia, Milán 2014-ben, kisebbik fia 2018-ban született. Öccse az olimpiai-, világ- és Európa-bajnok vízilabdázó, Varga Dénes.

## Díjai, elismerései
- Szalay Iván-díj (2000)
- Faragó Tamás-díj (Az év utánpótlás játékosa) (2001)
- Az ifjúsági Eb legjobb játékosa (2001)
- A junior Eb legjobb játékosa (2002)
- Az Év Vasas játékosa (2006, 2007, 2009)
- Az év magyar vízilabdázója (2007, 2013)
- A melbourne-i világbajnokság All Star csapatának tagja (2007)
- A pekingi olimpia All Star csapatának tagja (2007)
- Junior Prima díj (2008)
- Kultúrák Közti Párbeszéd Európai Évének egyik magyarországi nagykövete (2008)
- A Magyar Köztársasági Érdemrend tisztikeresztje (2008)
- A pekingi olimpia All Star csapatának tagja (2008)
- Miniszteri elismerő oklevél (2012)